# Pig Latin
El pig latin (latín de los cerdos) es un juego lingüístico o variante dialectal lúdica del idioma inglés. 

## Reglas
Las reglas habituales para transformar una palabra a pig latin son:
1. Para las palabras que comienzan con sonidos de consonantes, se mueven todas las consonantes antes de la primera vocal al final y se agrega la sílaba ay (pronunciada ei ). Ejemplos:
  - mess → essmay
  - father → atherfay
  - chick → ickchay
  - star → arstay
  - city [sɪtɪ] → [ɪtɪseɪ] itysay. No basta con cambiar la primera letra de lugar porque itycay sugiere la pronunciación [ɪtɪkeɪ].
2. El sonido [w] se considera consonante y se debe agrupar con otras consonantes[1]
  - Rwanda → Andarway
  - queen [kwin] → [inkweɪ] eenquay
  - choir [kwaɪr] → [aɪrkweɪ] oirchay (notación basada en la ortografía) o mejor ire-quay[1] (notación más fonética).
  - one [wʌn] → [ʌnweɪ] unway[2]
3. Para palabras que comienzan con sonidos de vocales (incluyendo consonantes mudas), se agrega "ay" al final de la palabra.
  - ant → antay
  - honor → honoray